# 巴茲尼基夫卡
49°20′56″N 25°1′44″E / 49.34889°N 25.02889°E
巴茲尼基夫卡（烏克蘭語：Базниківка）是位於烏克蘭西南部的村莊，由泰爾諾皮爾州泰爾諾皮爾區的薩蘭丘基市鎮負責管轄。該村始建於十五世紀，面積3.83平方公里，海拔高度288米，2014年人口85，人口密度每平方公里302.8人。